# Пародия Шумана
Parodia schumanniana, или Eriocactus schumanniana, — кактус из рода Пародия, выделяется некоторыми систематиками в род Эриокактус.

## Описание
Стебель цилиндрический, 30 см в диаметре.
Колючки жёлто-бурые, до 5 см в длину.
Цветки до 3,5 см длиной и 4 см в диаметре, блестящие, жёлтые.

## Распространение
Эндемик Парагвая.

## Синонимы
- Echinocactus grossei
- Parodia grossei
- Eriocactus grossei
- Malacocarpus grossei
- Eriocactus ampliocostatus
- Notocactus schumannianus
- Notocactus ampliocostatus
- Parodia ampliocostata
- Malacocarpus schumannianus
- Echinocactus schumannianus
- Notocactus grossei
- Eriocactus schumannianus